# 全日空アカシア便ハイジャック事件
全日空アカシア便ハイジャック事件（ぜんにっくうアカシアびんハイジャックじけん）は、1970年に発生したハイジャック事件である。
なおこの事件は「よど号ハイジャック事件」を機に施行された「航空機の強取等の処罰に関する法律（ハイジャック防止法）」が初めて適用された事件でもある。

## 事件の概要
1970年8月19日、小牧空港（名古屋）発千歳空港（札幌）行きの全日本空輸175便「アカシア便」（ボーイング727）が離陸後、操縦室に乱入したピストルを持った男（当時24歳）によりハイジャックされた。
「アカシア便」は犯人の要求通りに航空自衛隊浜松基地に緊急着陸した。犯人は望遠スコープ付きのライフルと弾丸100発、そしてガソリン入りポリタンク2つを要求した。また乗員乗客89名のうち57名は解放したが、残りの乗客を乗せたまま離陸するように要求した。この間に機長は隙を見て犯人のピストルは玩具であることを機外に知らせ、犯人に対しては残された乗客に妊婦がいると偽って交渉した。機長が「妊婦を下ろす」と書いたメモを機外に落とし、それを読んだ警察は犯人がハッチをあけた瞬間に突入し取り押さえた。
なお犯人の動機であるが妻の妹と駆け落ちして心中を図るも未遂に終わり、その彼女とも音信不通になったことから人生に悲観し、ハイジャックをすれば警官と銃撃戦になり射殺され楽に死ねると考えたからというものであった。
1972年4月28日、静岡地方裁判所(岡本二郎裁判長)は「航空機の強取等の処罰に関する法律（ハイジャック防止法）」を初めて適用し第1条第1項に当たるとして懲役7年(求刑懲役13年)を言い渡した。1972年12月12日、東京高等裁判所(横川敏雄裁判長)は一審判決を支持し控訴を棄却した。